# (6078) Burt
(6078) Burt es un asteroide perteneciente al cinturón de asteroides, región del sistema solar que se encuentra entre las órbitas de Marte y Júpiter, más concretamente a la familia de Minerva, descubierto el 10 de octubre de 1980 por Carolyn Shoemaker desde el Observatorio del Monte Palomar, Estados Unidos.

## Designación y nombre
Designado provisionalmente como 1980 TC5. Fue nombrado Burt en homenaje a Burton G. Shoemaker, tío de E. M. Shoemaker.

## Características orbitales
Burt está situado a una distancia media del Sol de 2,805 ua, pudiendo alejarse hasta 3,291 ua y acercarse hasta 2,318 ua. Su excentricidad es 0,173 y la inclinación orbital 8,359 grados. Emplea 1716,17 días en completar una órbita alrededor del Sol.

## Características físicas
La magnitud absoluta de Burt es 12,8. Tiene 6,866 km de diámetro y su albedo se estima en 0,179. Está asignado al tipo espectral S según la clasificación SMASSII.